# Бориславський страйк 1923
Бориславський страйк 1923 року — загальний страйк бориславських, східницьких та тустановицьких робітників у відповідь на кривавий розгін польською владою місцевої демонстрації на знак солідарності з краківськими робітниками.

## Історія

### Демонстрація в підтримку краківських робітників
6 листопада 1923 року в Кракові спалахнуло повстання робітників. Того ж дня бориславські робітники нафтової та озокеритної промисловості, щоб висловити солідарність із краківськими трудящими, організували багатотисячну демонстрацію. Окрім гасел на підтримку робітників Кракова, учасники виголошували вимоги щодо покращення фінансового та соціального забезпечення працівників.
Місцева влада, стривожена подіями в Кракові, направила до місця демонстрації поліцію та військових. Сутичка сталася біля приміщення профспілок, розташованого на сучасній вулиці Данила Галицького. Під час сутички поліціанти та армійці відкрили вогонь по демонстрантах, убивши трьох і поранивши п’ятнадцять осіб.
Серед загиблих були Василь Галіберда, працівник озокеритної шахти, та Францішек Цивінський, голова однієї з профспілок. Ім’я третього загиблого залишилося невідомим.

### Страйк
Того ж 6 листопада 1923 року всі робітники Борислава, Східниці та Тустановичів припинили роботу, розпочавши один із найбільших страйків в історії Борислава.
Згодом трудящі вийшли на ще одну демонстрацію, яка відбулася під час похоронної процесії загиблих у сутичках 6 листопада. За радянськими джерелами, ця демонстрація зібрала понад тисячу робітників із Борислава та навколишніх населених пунктів.

## Вшанування
У радянські часи цій події надавали значної ідеологічної ваги: так у 1963 році на фасаді Палацу культури нафтовиків було встановлено меморіальну табличку, а 6 листопада 1983 року, до 60-річчя страйку, на сучасній вулиці Данила Галицького відкрили пам’ятник за проєктом Віктора Саляка.
На честь робітника Василя Галіберди названо вулицю в мікрорайоні Тустановичі.